# George Rockingham Gilmer
Pour les articles homonymes, voir Gilmer.
George Rockingham Gilmer (11 avril 1790 – 16 novembre 1859) est un homme politique américain qui fut gouverneur de Géorgie de 1829 à 1831 puis de 1837 à 1839. Il fut également élu à la Chambre des représentants des États-Unis pour la Géorgie de 1821 à 1823, de 1827 à 1829 et de 1833 à 1835.

## Biographie
George Rockingham Gilmer est né le 11 avril 1790 à Lexington en Géorgie. Il étudie le droit puis s'engage dans la United States Army et participe à la guerre Creek de 1813-1815. Il reprend ensuite ses études de droit et commence à pratiquer à Lexington en 1818.
Gilmer siège à la Chambre des représentants de Géorgie en 1818, 1819 et 1824 avant d'être élu à la Chambre des représentants des États-Unis de 1821 à 1823 sous les couleurs du Parti républicain. Il reprend la pratique du droit puis est de nouveau élu au Congrès des États-Unis en 1827 après la démission d'Edward Fenwick Tattnall (en). Il occupe ce poste jusqu'en 1829 après quoi il est élu gouverneur de Géorgie de 1829 à 1831. Il siège une nouvelle fois au Congrès de 1833 à 1835 avant de redevenir gouverneur de 1837 à 1839.
Il meurt le 16 novembre 1859 à Lexington.

## Hommages
Le comté de Gilmer en Géorgie a été nommé en son honneur.